# Okaniwa Yuki
Okaniwa Yuki (岡庭 裕貴 Okaniwa Yūki, sinh ngày 3 tháng 1 năm 1995) là một cầu thủ bóng đá người Nhật Bản. Anh thi đấu cho Thespakusatsu Gunma.

## Sự nghiệp
Okaniwa Yuki gia nhập câu lạc bộ tại J2 League Thespakusatsu Gunma năm 2017.